# شهرستان لنارک
شهرستان لنارک (به انگلیسی: Lanark County) یک شهرستان در کانادا است.

## خصوصیات
شهرستان لنارک ۵۶٬۶۸۹ نفر جمعیت دارد.